# شکربوته درازبرگ
شکربوته درازبرگ (نام علمی: Protea longifolia) نام یک گونه از سرده شکربوته‌ها است.